# Gabriella Papadakis
Pour les articles homonymes, voir Papadakis.
Gabriella Papadakis, née le 10 mai 1995 à Clermont-Ferrand, est une patineuse en danse sur glace française. Avec son partenaire Guillaume Cizeron, elle est quintuple championne du monde (2015, 2016, 2018, 2019 et 2022), quintuple championne d'Europe (2015, 2016, 2017, 2018, 2019), championne olympique (2022) et vice-championne olympique (2018).

## Biographie
Gabriella Papadakis est née à Clermont-Ferrand. Sa mère, Catherine, est une entraîneuse de danse sur glace à Clermont-Ferrand ; son père, Emmanouil, est grec et vit au Texas, où il est chauffeur de VTC.

### Carrière sportive
Papadakis et Cizeron se sont associés quand ils avaient huit ans sur la suggestion de sa mère Catherine.
Leur première saison au niveau international junior a lieu en 2009-2010.
En 2012, ils gagnent successivement les Grands Prix junior de France et d'Autriche ce qui les qualifie pour la finale de leur catégorie qui a lieu à Sotchi. Durant ces finales, ils atteignent la deuxième place derrière les Russes Aleksandra Stepanova et Ivan Boukine.

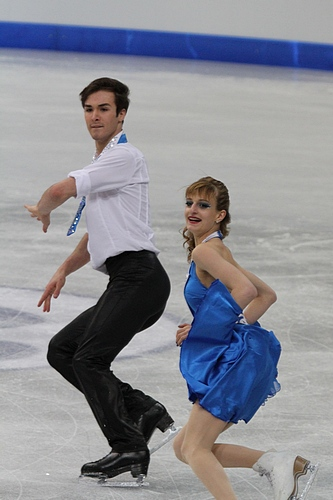
Gabriella Papadakis et Guillaume Cizeron lors des Mondiaux juniors en 2012.

Lors des Championnats du monde juniors 2013 à Milan, Papadakis et Cizeron prennent la deuxième place du programme court. Le jour du programme libre, elle se foule la cheville durant un échauffement hors glace pendant la séance d'entraînement matinale. Durant la compétition, le couple s'arrête à 2 min 52 s et on leur accorde une pause médicale du fait de sa blessure avant de finir le programme. Ils terminent troisième du programme libre et deuxième du classement final.
Ils font leur début au niveau international senior en 2013-2014, commençant par une cinquième place au Bompard puis une septième place à la Coupe de Russie. Ils sont ensuite appelés pour les Championnats d'Europe à la suite du forfait du couple Nathalie Péchalat / Fabian Bourzat, ils terminent quinzième. En mars, ils concluent leur saison par les Championnats du monde, se classant treizième.
À l'été 2014, ils déménagent à Montréal, au Québec avec leur entraîneur Romain Haguenauer. Ils commencent la saison 2014-2015 à la Coupe de Chine, et gagnent à cette occasion leur premier Grand Prix ISU en devançant notamment les champions du monde Anna Cappellini / Luca Lanotte. Deux semaines plus tard, le couple s'impose sur le Trophée Éric Bompard avec un score de 166,6 points. Qualifié pour leur première finale du Grand Prix ISU, qui a lieu cette année à Barcelone, ils montent sur la troisième marche du podium. Ils deviennent ensuite champions de France pour la première fois.

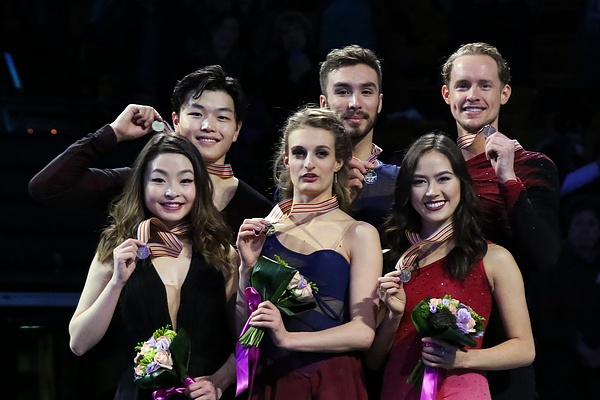
Sur le podium des championnats du monde 2016.

En janvier 2015, ils disputent les Championnats d'Europe à Stockholm. Le couple domine le programme court et le programme libre avec un total de 179,97 points et devance les tenants du titre Anna Cappellini et Luca Lanotte pour gagner le premier titre continental de leur carrière. Le 27 mars 2015, à Shanghai, Gabriella Papadakis et Guillaume Cizeron sont sacrés champions du monde de danse sur glace grâce à leur performance lors du programme libre sur l'adagio du Concerto pour piano nº 23 de Mozart.
Le 30 janvier 2016, le couple français, deuxième derrière les Italiens Cappellini-Lanotte à l'issue du programme court, domine largement le programme libre et conserve son titre européen à Bratislava (Slovaquie), avec un total de 182,71 points. Le 31 mars 2016, à Boston, Gabriella Papadakis et Guillaume Cizeron conservent leur titre mondial acquis à Shanghai. Ils obtiennent la première place une nouvelle fois grâce à leur performance lors du programme libre en obtenant 118,17 points, le plus gros total jamais atteint sur un libre de danse.
Dès le début de la saison 2016, le couple établit des marques proches de leur meilleur niveau. Pour leur première apparition, au Trophée de France, en novembre, leur programme court les place en tête avec un record personnel de 78,26 points. Au terme du programme libre, leur total de 193,50 leur garantit la victoire, à moins d'un point de leur record personnel.
Le samedi 1er avril 2017, à Helsinki, lors des Mondiaux de patinage artistique, Guillaume Cizeron et Gabriella Papadakis remportent la deuxième place avec 196,04 points, juste derrière les 198,62 points des Canadiens Tessa Virtue et Scott Moir. Le couple bat à nouveau le record du monde en danse libre, leur propre record de 2016, en obtenant 119,15 points. Ils améliorent ce nouveau record du monde le 4 novembre de la même année, à l'occasion de la Coupe de Chine 2017, avec 119,33 points, puis réalisent le record du monde total avec 200,43 points. Le record est amélioré deux semaines plus tard, à l'occasion du Trophée de France 2017, où ils atteignent 201,98 points (81,40 + 120,58).

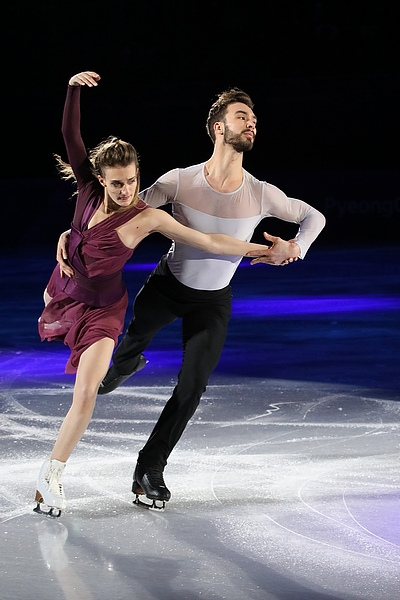
Gabriella Papadakis et Guillaume Cizeron lors du gala d'exhibition des Jeux olympiques d'hiver de 2018.

Le 15 janvier 2018, à l'occasion des championnats d'Europe, Gabriella Papadakis et Guillaume Cizeron améliorent encore leurs records du monde, au programme libre avec 121,87 points, et au général avec 203,16 points.
Aux Jeux de Pyeongchang, ils finissent deuxième du programme court avec 81,93 points derrière le couple canadien Tessa Virtue/Scott Moir qui obtiennent 83,67 points. Un problème de costume marque par ailleurs leur performance. Lors du programme libre, en dépit d'un record du monde (123,35 points) et un nouveau record personnel sur la note totale (205,28 points), ils deviennent vice-champions olympiques, toujours derrière les Canadiens, qui obtiennent la médaille d'or avec un nouveau record du monde au total (206,07 points).
Le 24 mars 2018, aux championnats du monde à Milan, ils deviennent pour la troisième fois champions du monde et obtiennent, à nouveau, le record du monde au total des points (207,20 points). Ils battent également, pour la première fois de leur carrière, le record du monde des points pour le programme court avec 83,73 points. Quelques mois plus tard, en novembre 2018, lors du Trophée de France à Grenoble, ils battent leur précédent record du monde au total des points avec 216,78 points.
Le 23 mars 2019, elle et Guillaume Cizeron sont pour la quatrième fois sacrés champions du monde, avec un score record de 222,65 points. Ils ont été couronnés à Saitama au Japon. Ils ont devancé les Russes Victoria Sinitsina et Nikita Katsalapov (211,76) et les Américains Madison Hubbell et Zachary Donohue (210,40).
Aux Jeux olympiques d'hiver de 2022, Cizeron et Papadakis battent leur propre record du monde en danse rythmique avec 90,83 points et prennent la tête de la compétition avant le programme libre. Ils deviennent champions olympiques devant les Russes Victoria Sinitsina et Nikita Katsalapov et les Américains Madison Hubbell et Zachary Donohue, en battant leur propre record du monde au général avec 226,98 points.
Aux championnats du monde 2022, Cizeron et Papadakis continuent de battre leur propre record du monde en danse rythmique avec 92,73 points et prennent la tête de la compétition avant le programme libre. Le lendemain, ils deviennent champions du monde pour la 5e fois, en battant leurs propres records du monde, avec respectivement 137,09 points avec le libre et 229,82 points en score total. Après la compétition, le couple de patineurs décide de prendre une pause d'un an, participant à des spectacles, Holiday on Ice en Allemagne de décembre 2022 à mars 2023 puis d'autres à travers l'Europe.
Le 3 décembre 2024, elle annonce, via les médias, la fin de sa carrière sportive professionnelle,.
En mai 2023, elle commence à patiner en duo féminin avec la patineuse américaine Madison Hubbell. Cela donnera une performance inédite dans Art On Ice en février 2025. Gabriella Papadakis souhaite ainsi casser les codes du patinage artistique,.
En 2025, désormais retraitée, la championne olympique en titre de danse sur glace est consultante pour la chaîne américaine NBC lors des championnats du monde à Boston (États-Unis).

## Vie privée et engagements personnels
Gabriella Papadakis est politiquement très engagée et publie de nombreux messages sur les réseaux sociaux. Elle y évoque notamment les droits des femmes, les nouveaux combats du féminisme, l'intersectionnalité, ainsi que la dépression dans le sport de haut niveau, liée à un traumatisme psychologique causé par le stress ou à la suite de comportements déplacés.
Elle prend aussi position, à la suite du décès de George Floyd, contre les violences policières subies par les personnes noires.
À la suite de l'invasion russe de l'Ukraine de 2022, elle apporte son soutien aux patineurs et aux citoyens ukrainiens et soutient la décision de la Fédération internationale de patinage artistique (ISU) de suspendre les patineurs russes.
Après le coming-out public de son partenaire Guillaume Cizeron, elle lui apporte son soutien sur Instagram.
Le 22 février 2022, dans une vidéo intitulée "Être queer dans le monde du sport" publiée sur la chaîne YouTube de son amie Marie Gagné, Gabriella Papadakis évoque sa sexualité et annonce faire partie de la communauté LGBT.
Le 2 juin 2023, dans une story publiée sur le réseau social Instagram, Gabriella Papadakis annonce publiquement pour la première fois être bisexuelle.

## Palmarès
| Compétition                                                                           | 2010    | 2011    | 2012    | 2013    | 2014    | 2015    | 2016    | 2017    | 2018    | 2019    | 2020    | 2021    | 2022    |  |
| Jeux olympiques d'hiver                                                               |         |         |         |         |         |         |         |         | 2e      |         |         |         | 1re     |  |
| Championnats du monde                                                                 |         |         |         |         | 13e     | 1re     | 1re     | 2e      | 1re     | 1re     | CA      | F       | 1re     |  |
| Championnats d'Europe                                                                 |         |         |         |         | 15e     | 1re     | 1re     | 1re     | 1re     | 1re     | 2e      | CA      | F       |  |
| Championnats de France                                                                |         |         |         |         | 2e      | 1re     | 1re     | 1re     | 1re     | 1re     | 1re     | F       | 1re     |  |
| Championnats du monde juniors                                                         | 22e     | 12e     | 5e      | 2e      |         |         |         |         |         |         |         |         |         |  |
|                                                                                       |         |         |         |         |         |         |         |         |         |         |         |         |         |  |
| Grand Prix ISU                                                                        | 2009/10 | 2010/11 | 2011/12 | 2012/13 | 2013/14 | 2014/15 | 2015/16 | 2016/17 | 2017/18 | 2018/19 | 2019/20 | 2020/21 | 2021/22 |  |
| Finale du Grand Prix                                                                  |         |         |         |         |         | 3e      |         | 2e      | 1re     |         | 1re     | CA      | CA      |  |
| Skate America                                                                         |         |         |         |         |         |         |         |         |         |         |         |         |         |  |
| Skate Canada                                                                          |         |         |         |         |         |         |         |         |         |         |         | CA      |         |  |
| Coupe de Chine                                                                        |         |         |         |         |         | 1re     |         |         | 1re     |         |         |         | 1re     |  |
| Trophée de France                                                                     |         |         |         |         | 5e      | 1re     | F       | 1re     | 1re     | 1re     | 1re     | CA      | 1re     |  |
| Coupe de Russie                                                                       |         |         |         |         | 7e      |         |         |         |         |         |         |         |         |  |
| Trophée NHK                                                                           |         |         |         |         |         |         | F       | 2e      |         | F       | 1re     |         |         |  |
| Légende : F = Forfait ; CA = Compétitions annulées à cause de la pandémie de Covid-19 |         |         |         |         |         |         |         |         |         |         |         |         |         |  |

## Distinctions
- Chevalier de la Légion d'honneur en 2022[37],[38]
- Chevalier de l'ordre national du Mérite en 2018[39]

En avril 2022, Olivier Bianchi, maire de Clermont-Ferrand, propose de renommer la patinoire de Clermont-Ferrand en patinoire Papadakis-Cizeron,. La manifestation a eu lieu le 19 octobre 2022,